# Abbécourt
Abbécourt – miejscowość i gmina we Francji, w regionie Hauts-de-France, w departamencie Aisne (departament).
Według danych na rok 2011 gminę zamieszkiwało 536 osób, a gęstość zaludnienia wynosiła 90 osób/km² (wśród 2293 gmin Pikardii Abbécourt plasuje się na 558. miejscu pod względem liczby ludności, natomiast pod względem powierzchni na miejscu 785.).